# Giuseppe Piazzi
Giuseppe Piazzi (Ponte in Valtellina, 1746. július 7. – Nápoly, 1826. július 22.) itáliai csillagász, matematikus, theatinus rendi szerzetes és teológus, az első kisbolygó, a Ceres felfedezője.

## Pályája
Piazzi a Lombardia északi részén fekvő Ponte in Valtellinában született. Tanulmányait filozófiából és teológiából végezte, és belépett a teatinus rendbe. 
Életének első évtizedeiben Piazzi a teológia, filozófia és matematika oktatásával foglalkozott. Több itáliai városban tanított, például Ravennában, Genovában, Riminiben és Rómában. 1770-től a Máltai Egyetemen oktatott, ahol már intézményi keretek között dolgozott. Tudományos publikáció ebből az időszakból nem ismert. 1781-ben Palermóban vállalt matematikatanári állást. 1779-ben, Rómában tanárként kollégája volt a későbbi VII. Piusz pápa.
1779-ben a Palermói Egyetem matematika tanszékének professzora lett, ahol megbízták egy csillagvizsgáló létrehozásával. 1801. január 1-jén itt fedezte fel a Ceres nevű égitestet, amely az elsőként felfedezett kisbolygó volt – később hosszú ideig bolygónak hitték.
Piazzi nagyon pontos csillagpozíciókat határozott meg, és összeállította a *Praecipuarum Stellarum Inerrantium Positiones Mediae Inerrantium* című katalógust, amely több mint 7600 csillag adatait tartalmazta.

### Történelmi háttér

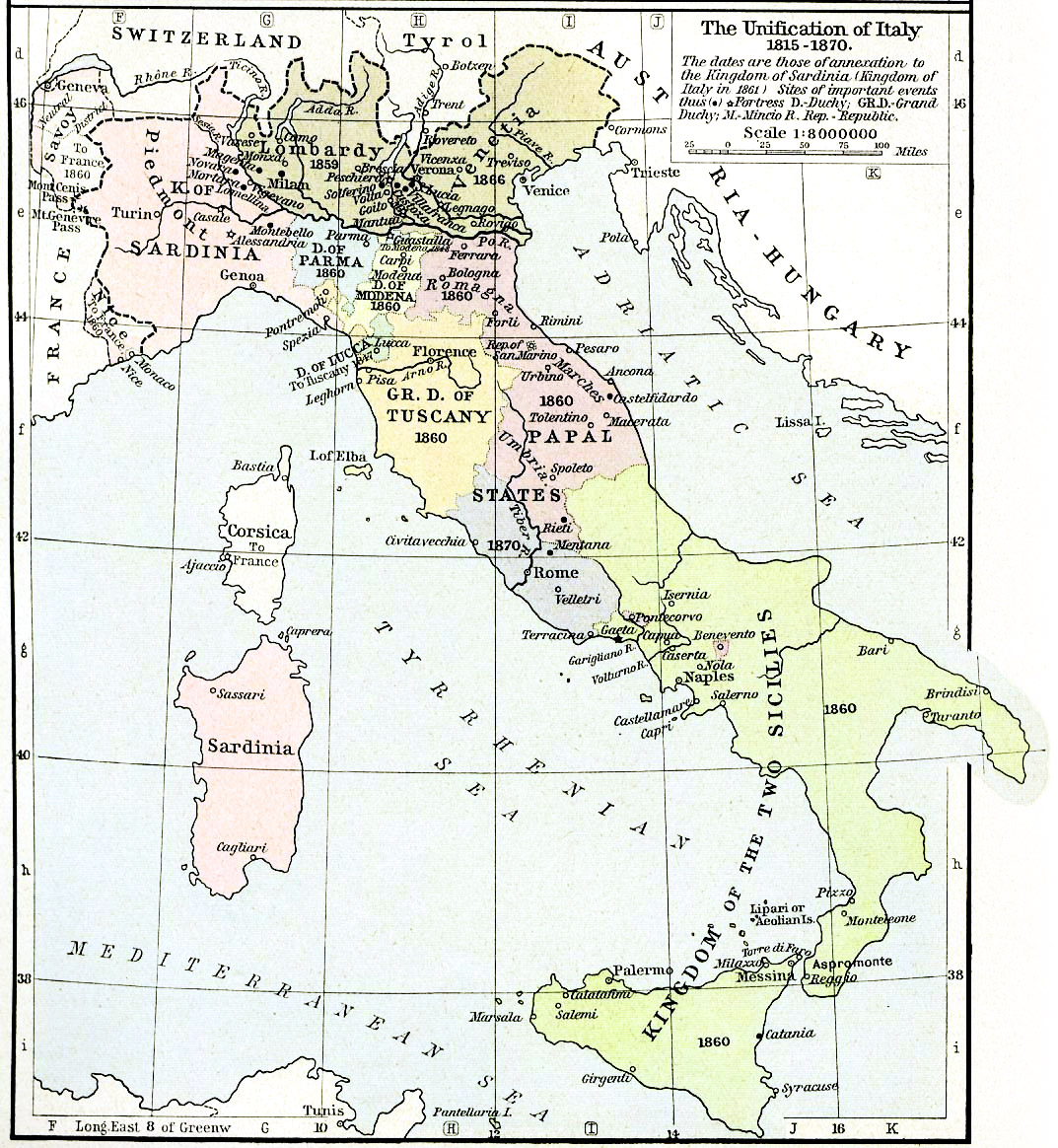
A Szicíliai Kettős Királyság

A kezdeményezés a Szicíliai Kettős Királyság oktatási reformjának része volt, miután 1767-ben kiűzték a jezsuitákat, akik addig meghatározó szerepet töltöttek be a dél-itáliai oktatásban. Az új oktatási rendszer részeként modern tudományos intézmények létrehozását tűzték ki célul.
Piazzi kinevezése a palermói obszervatórium élére első pillantásra meglepő lehet, mivel korábban nem rendelkezett jelentős csillagászati előélettel. Ennek megértéséhez érdemes röviden áttekinteni a korabeli dél-itáliai oktatási környezetet. 1767-ben a Szicíliai Kettős Királyság területéről kiűzték a jezsuitákat, akik addig az oktatás jelentős részét irányították. E lépés nyomán az oktatási rendszer súlyos válságba került.
A helyzet orvoslására 1779-ben kezdeményezés indult egy modern, európai színvonalú egyetem létrehozására Palermóban. A szervezők célja az volt, hogy a különböző tanszékekre neves tudósokat hívjanak meg Európa-szerte, többek között Joseph Louis Lagrange-ot és az enciklopédista Jean le Rond d’Alembert-et is megkeresték. Az egyik kulcsfontosságú elem egy csillagvizsgáló létrehozása volt, különös tekintettel arra, hogy Palermo földrajzi helyzete sem volt pontosan ismert — például a szélességi koordináta több perc eltérést mutatott.
Az ambiciózus tervek azonban nehezen valósultak meg: az ismert tudósok sorra visszautasították a meghívásokat. A tudományos közélet perifériáján lévő Szicília nem bizonyult vonzó célpontnak. Ebben a kontextusban esett Piazzira a választás, aki ugyan nem rendelkezett nemzetközi hírnévvel, de elkötelezett tanár és kiváló matematikus hírében állt.

### Külföldi tanulmányút
Ilyen körülmények között nevezték ki 1787 elején az egyetem csillagászati tanszékére a tudományos közéletben addig ismeretlen Piazzit, aki hatalmas lendülettel látott a feladathoz. Még az év tavaszán Párizsba érkezett tanulmányútra, ahol obszervatóriumokat látogatott, és korának olyan nagyságaival ismerkedett meg, mint Lalande és Messier.
Hét hónap párizsi tartózkodás után továbbutazott Londonba, ahol Nevil Maskelyne, az udvari csillagász közvetítésével megismerkedett Jesse Ramsdennel. Ramsden a kor leghíresebb csillagászati műszerkészítője volt (neve a mai csillagászok számára is ismerős a Ramsden-okulárról), akihez egyáltalán nem volt könnyű eljutni. Piazzi azonban elhatározta, hogy leendő obszervatóriuma számára a legjobb műszereket szerzi meg, és kitartását végül siker koronázta. Ramsden csaknem két év alatt teljes csillagászati felszerelést gyártott a számára.

## A palermói csillagvizsgáló megalapítása
Az obszervatórium építését 1787-ben kezdték meg Palermo belvárosában, a régens palota (Palazzo Reale) tornyában, Piazzi közvetlen irányítása mellett. Az intézmény felszerelésére jelentős összeget különítettek el, és az akkori Európa egyik legmodernebb csillagvizsgálójának számított.

## A főműszer
Az obszervatórium központi műszere egy hatszázas fókusztávolságú, 5 láb hosszúságú akromatikus zenit-távcső volt, amelyet az angol Jesse Ramsden készített. Ez az eszköz korának egyik legpontosabb mérőműszere volt, és lehetővé tette a csillagászati megfigyelések szokatlanul magas pontosságát. Piazzi ezzel az eszközzel végzett csillagpozíció-mérései megbízhatóságuk miatt hosszú időn át referenciaértéknek számítottak.

## Piazzi programja
Piazzi egyik első célkitűzése egy nagy pontosságú csillagkatalógus összeállítása volt. Ennek eredményeként született meg a Praecipuarum Stellarum Inerrantium Positiones Mediae In Anno 1800 című műve, amely 7646 csillag pontos égi koordinátáit tartalmazta. A katalógus előkészítése több évtizedes megfigyelés eredménye volt, és a nemzetközi csillagászati közösség is nagy elismeréssel fogadta. Piazzi munkája hozzájárult a földrajzi koordináták pontosításához is: például Palermo földrajzi szélességét néhány ívperc pontossággal határozta meg.
Nevét világhírűvé a Ceres nevet kapott új bolygónak egy új évszázad első éve első napján, 1801. január 1-jén történt felfedezése tette.

## Emlékezete
Piazzi nevét viseli az 1923-ban felfedezett 1000 Piazzia kisbolygó, amely a kisbolygók sorszámozásában az ezredikként bejegyzett objektum volt. A nevet Karl Reinmuth német csillagász javasolta, Giuseppe Piazzi tiszteletére.
A Ceres felszínén a Hubble űrtávcső 1990-es évekbeli megfigyelései során egy fényes alakzatot észleltek, amelyet ideiglenesen Piazzi néven is emlegettek. Később, a Dawn űrszonda részletes térképezése során ezt a területet hivatalosan az Occator-kráter részeként azonosították, így a Piazzi elnevezés végül nem került hivatalos használatba.